# Messier 2
Messier 2 (NGC 7089) é um aglomerado globular de estrelas na constelação de Aquário, descoberto pelo astrônomo Jean-Domenique Maraldi em 1746. É um dos maiores aglomerados globulares conhecidos da Via-Láctea.
Na esfera celeste, situa-se cerca de cinco graus ao norte da estrela Beta Aquarii e a dez graus ao su-sudoeste de Epsilon Pegasi, que tem a mesma declinação de Alpha Aquarii, a estrela mais brilhante de Aquário.  É visto como uma pequena mancha nebulosa ligeiramente oval em binóculos e suas estrelas mais brilhantes são vistas com pequenos telescópios.

## Descoberta e visibilidade

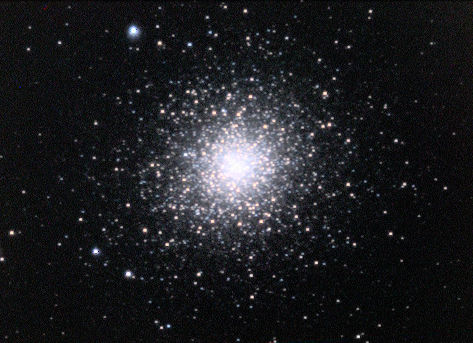
Messier 2 (crédito: Ole Nielsen)

O aglomerado globular foi descoberto pelo astrônomo franco-italiano Giovanni Domenico Maraldi em 11 de setembro de 1746 enquanto observava com Jacques Cassini um cometa. Exatos quatorze anos depois, Charles Messier descobriu-o de forma independente, listando o objeto astronômico em seu catálogo de aglomerados e nebulosas e descrevendo-o como uma nebulosa sem estrelas. Anos mais tarde, William Herschel, descobridor de Urano e utilizando uma instrumentação mais eficiente, percebeu que a nebulosa na realidade era formada por incontáveis estrelas que não passavam de um borrão para Messier.
Sua magnitude aparente é de 6,3 a 6,5 e tem, em fotografias CCD de longa exposição, 16 minutos de arco de diâmetro aparente. É fracamente visível a olho nu, mesmo em um céu noturno excepcionalmente escuro, embora seja facilmente localizável como uma nebulosa com o auxílio de lunetas ou binóculos. Apenas telescópios com abertura superior a 0,25 m são capazes de resolver suas estrelas mais brilhantes.

## Características
Tem um diâmetro aproximado de 175 anos-luz. Segundo a classificação de Harlow Shapley e Helen Sawyer Hogg, M2 é um aglomerado globular classe II, onde aglomerados de classe I são os mais densos e os de classe XII são os menos densos: contém cerca de 150 000 estrelas, sendo um dos mais ricos e compactos aglomerados globulares da Via-Láctea. Tem a forma elipsoidal e dista a 37 500 anos-luz da Terra, estando do lado oposto do disco galáctico.

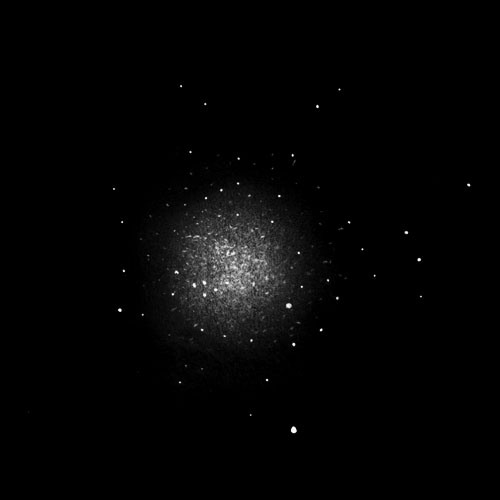
Messier 2 (brilho ajustado)

Como a maioria dos aglomerados globulares, seu núcleo é denso, medindo apenas 20 segundos de grau de diâmetro aparente em fotografias, equivalendo a 3,7 anos-luz. Seu raio de influência gravitacional mede 233 anos-luz. Suas estrelas mais brilhantes têm magnitude aparente 13,1 e são compostas principalmente por gigantes amarelas e vermelhas, e suas estrelas mais jovens, brancas, têm magnitude aparente 16,1. A classe espectral média foi estimada em F4 e seu índice de cor em 0,66.  O astrônomo Halton Arp estimou em 1962 a idade do aglomerado em 13 bilhões de anos.
São conhecidas no aglomerado 21 estrelas variáveis, sendo que 2 já eram conhecidas em 1895 por Solon Irving Bailey, e 8 em 1897. A maior parte das estrelas variáveis são da classe RR Lyrae, que têm períodos menores que um dia, embora sejam conhecidas três variáveis W Virginis, com períodos de 15,57, 17,55 e 19,30 dias, respectivamente, e magnitude aparente 13. Também há uma variável RV Tauri, descoberta pelo francês A. Chèvremont em 1897, com magnitude aparente variando periodicamente a cada 69,09 dias entre 12,5 e 14,0.
O aglomerado situa-se no halo galáctico e está se aproximando radialmente da Terra a uma velocidade de 5,3 km/s; sido classificado como aglomerado globular de halo classe H2, segundo Lodewijk Woltjer e S. Ninkovic. Ninkovic também foi um dos primeiros a estudar a órbita do aglomerado, estimando sua excentricidade em 0,6.
Em 1993, Kyle M. Cudworth e Robert B. Hanson, no Observatório Lick, estimaram o movimento próprio do aglomerado na esfera celeste em 4,7 milissegundos de arco. Três anos mais tarde, Bertrand Dauphole revisou esses valores para 6,9 milissegundos de arco. Com base nisso, Dauphole calculou sua excentricidade orbital 0,67, com a distância máxima do centro galáctico em 91 000 anos-luz e uma inclinação orbital estimada em 40,6° em relação ao plano galáctico. Com a revisão de Michael Geffert e de Peter Brosche dos valores dos movimentos próprios de vários aglomerados, incluindo M2, a órbita do aglomerado foi recalculada: sua excentricidade foi estimada em 0,76, sua distância perigaláctica (menor distância em relação ao centro galáctico) em 23 500 anos luz, sua distância apogaláctica (maior distância) em 171 000 anos-luz e sua inclinação em relação ao plano galáctico em 44,0°.

## Galeria

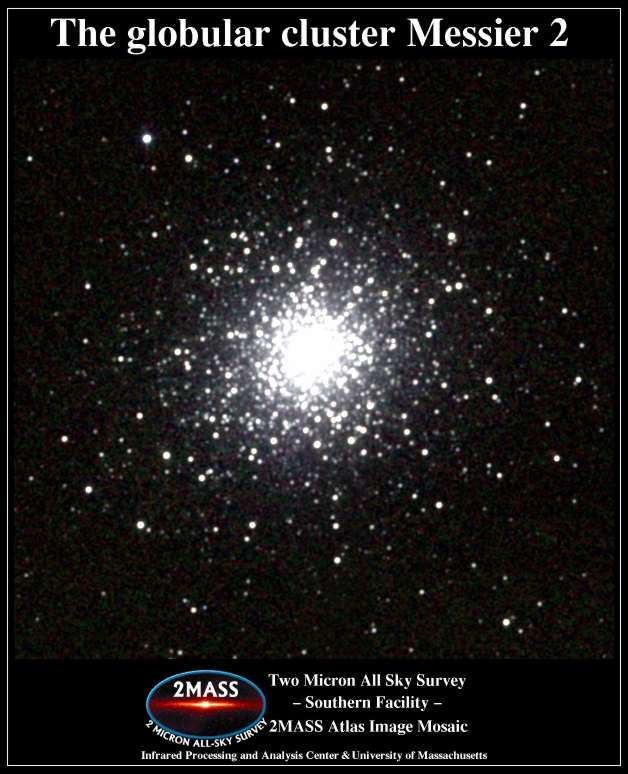
Messier 2, visualizado pelo 2MASS
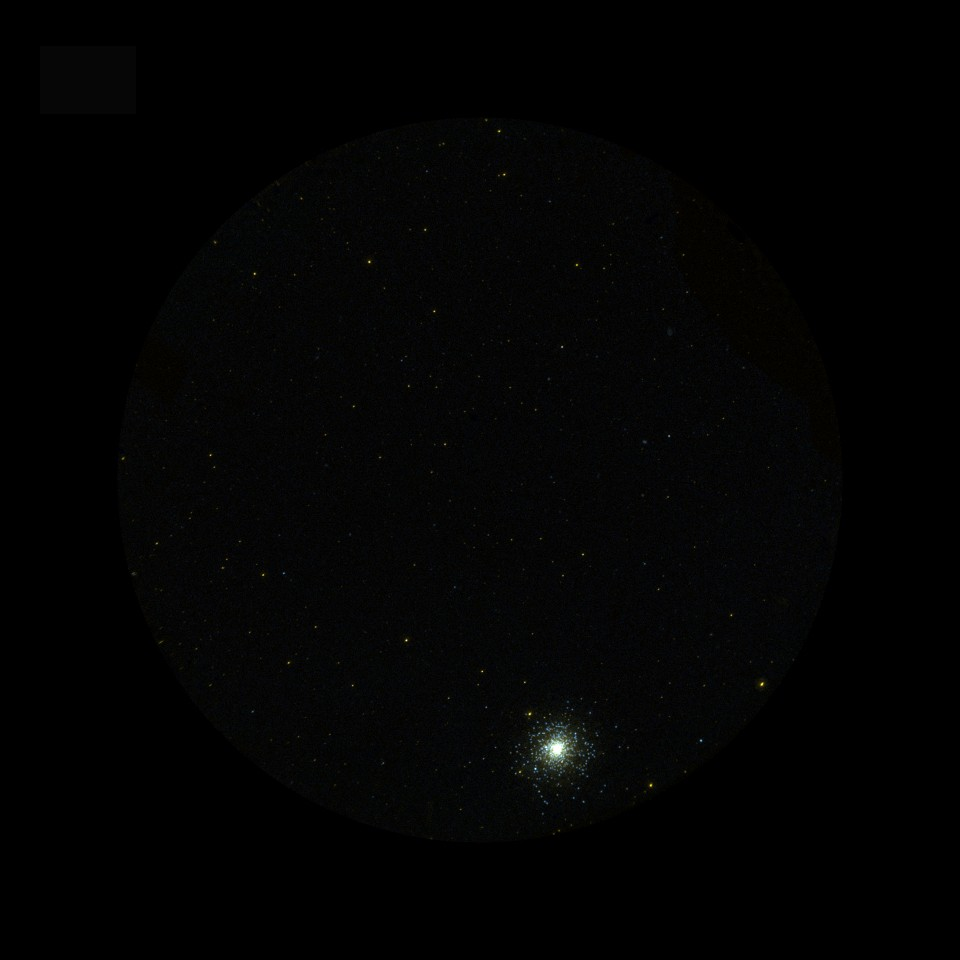
Messier 2 (parte inferior da imagem) com estrelas vizinhas